# Monika Pflug
Monika Pflug (n. 1 martie 1954, München, RFG) este o sportivă, medaliată olimpică. A participat la 5 ediții ale Jocurilor Olimpice (1972, 1976, 1980, 1984, 1988) în care a câștigat o medalie de aur.